# Předseda vlády Slovenské republiky
Předseda vlády Slovenské republiky (slovensky: Predseda vlády Slovenskej republiky) je hlava vlády Slovenské republiky. Od 25. října 2023 je premiérem kabinetu Robert Fico, předseda strany SMER – sociálna demokracia.

## Charakteristika funkce
Podle Ústavy Slovenské republiky platí pro premiéra:
- je členem vlády (spolu s místopředsedou a ministry)
- nesmí vykonávat poslanecký mandát nebo být soudcem, ani vykonávat jinou placenou funkci, ani být členem orgánu právnické osoby, která vykonává podnikatelskou činnost.
- jmenuje a odvolává jej prezident Slovenské republiky (obvykle na základě výsledku parlamentních voleb nebo koaličních dohod, ale není to předepsané)
- může jím být každý občan Slovenské republiky, který je volitelný do Národní rady Slovenské republiky.
- za výkon své funkce je zodpovědný Národní radě Slovenské republiky
- může podat demisi prezidentu Slovenské republiky.
- podepisuje nařízení vlády.

## Kompetence
Předseda vlády je zodpovědný za celkový chod výkonné moci ve státě, a navíc má spolu s ministrem zahraničních věcí značné kompetence v oblasti zahraniční politiky státu (například spolupodepisuje s prezidentem mezinárodní smlouvy). Podle Ústavy Slovenské republiky na návrh předsedy vlády prezident Slovenské republiky jmenuje a odvolává další členy vlády a pověří je řízením ministerstev.
Pokud předseda vlády podá demisi, demisi podá celá vláda.

## Historie
Úřad předsedy vlády Slovenska byl založen v roce 1969 ústavním zákonem o československé federaci. Podobný úřad existoval od roku 1918, kdy různí úředníci předsedali výkonným orgánům řídícím slovenskou část Československa, respektive Slovenský stát.

## Jmenovaný předseda vlády Slovenska
Jmenovaný předseda vlády Slovenska (slovensky: designovaný predseda vlády) je neoficiální titul pro osobu, která byla prezidentem Slovenské republiky pověřena sestavením nové vlády a nahrazením odcházejícího předsedy vlády. Tento titul, stejně jako oprávnění prezidenta pověřit určitou osobu, není stanoveno zákonem, ale je zákonnou nebo přesněji ústavní tradicí. Podle této tradice jmenuje prezident osobu, která má podporu většiny poslanců v Národní radě.